# قرية الفجيرة التراثية

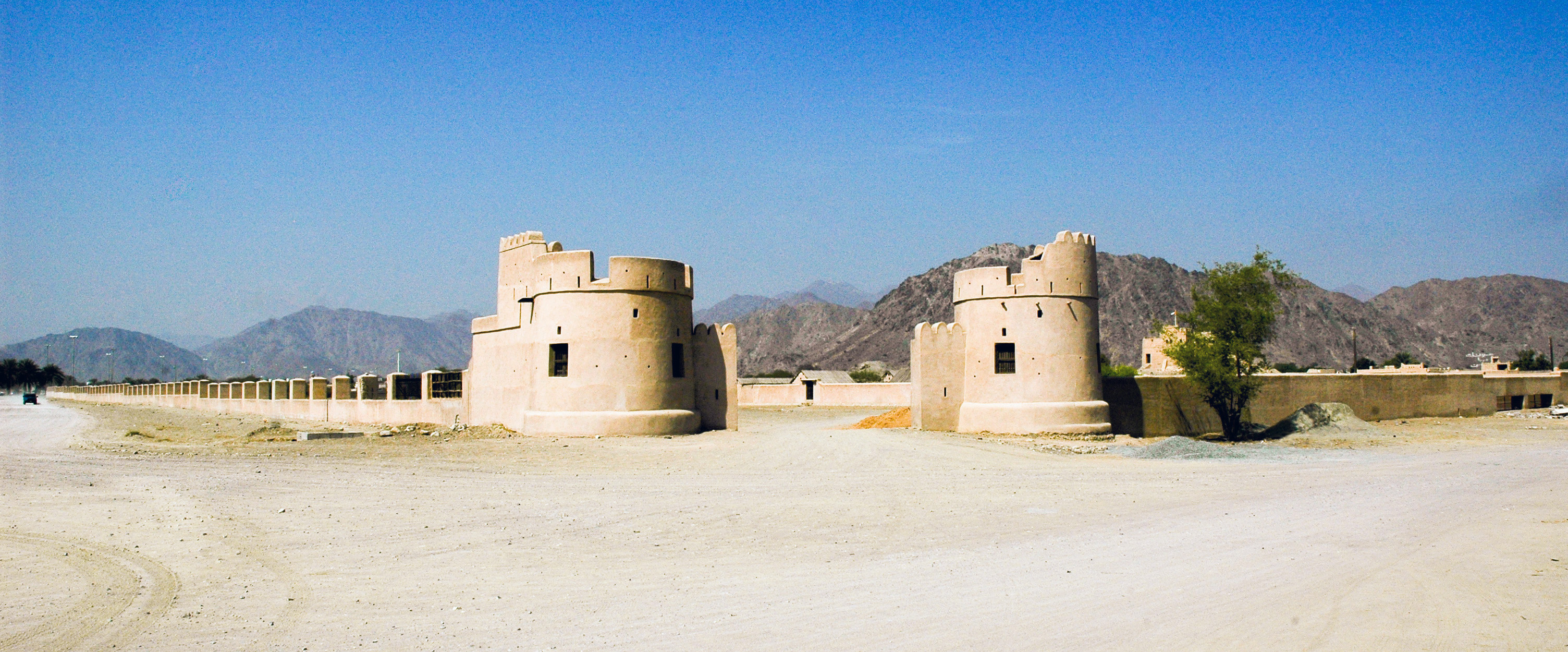
مدخل قرية الفجيرة التراثية على أطراف مدينة الفجيرة

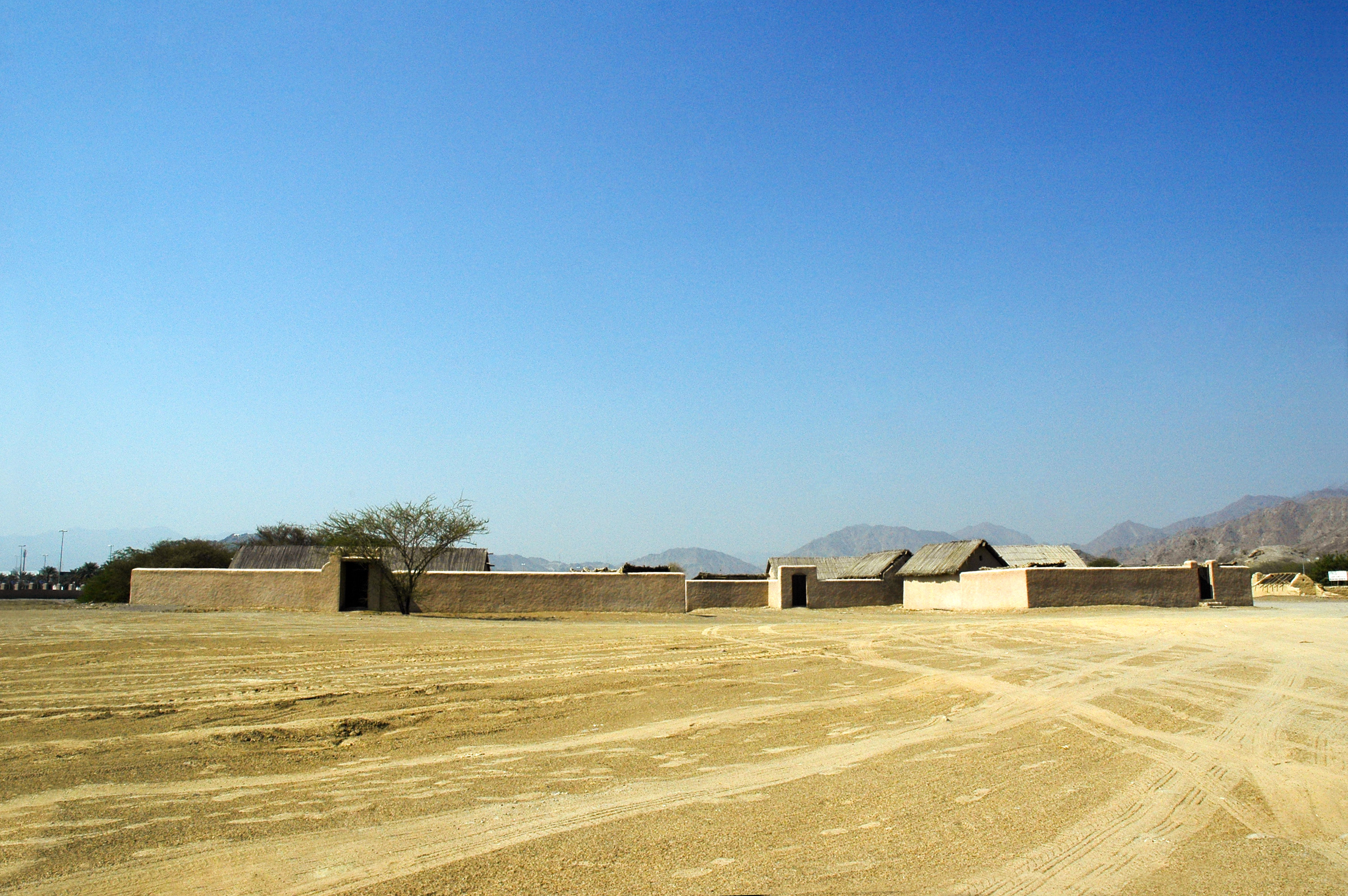
منظر للجدار حول قرية الفجيرة التراثية

قرية الفجيرة التراثية هي منطقة جذب سياحي تراثية تقع بالقرب من منتزه مضب وقصر مضب، شمال غرب مدينة الفجيرة، الإمارات العربية المتحدة.

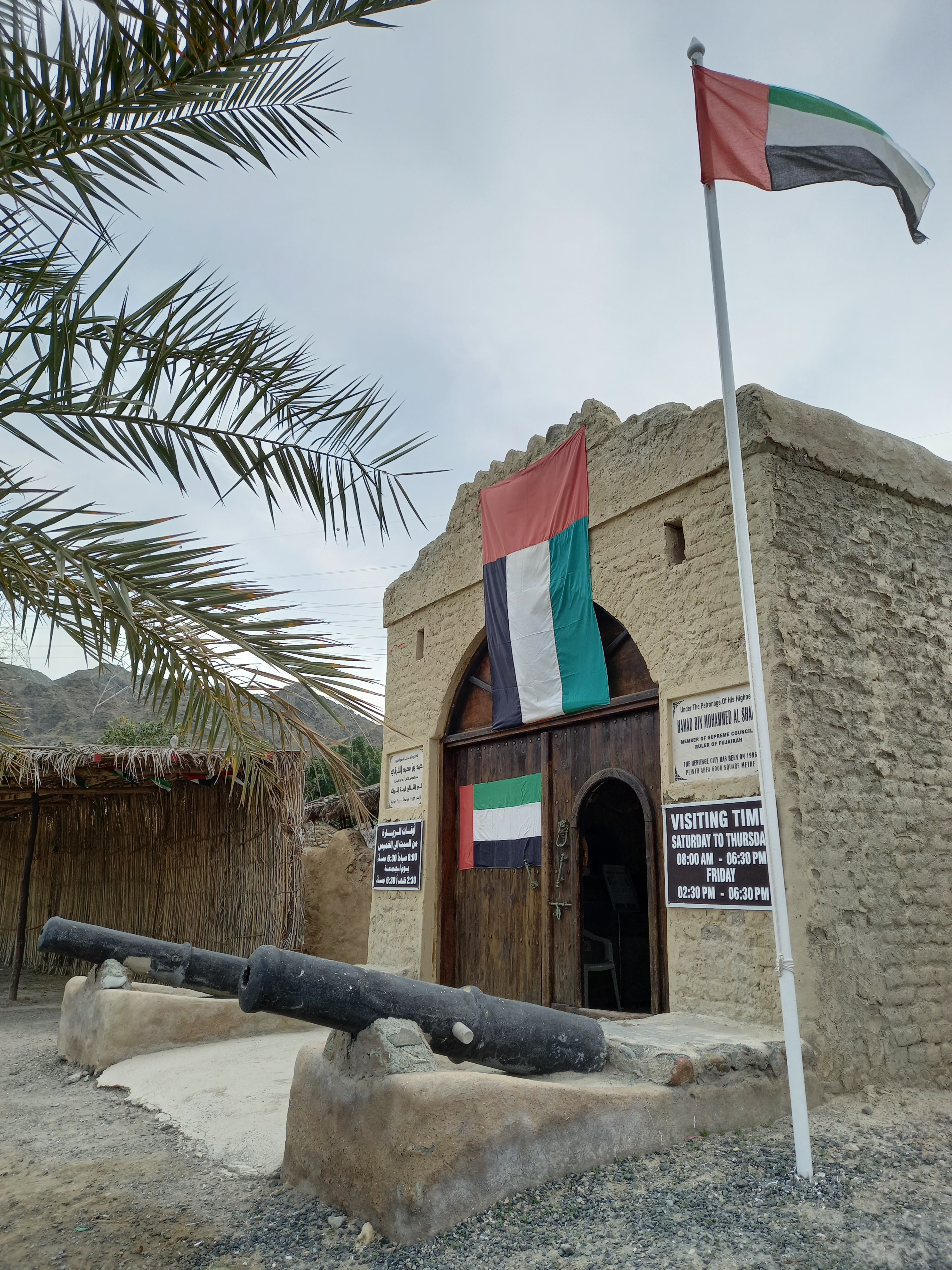
قرية الفجيرة التراثية

يستخدم الموقع لعرض عادات وتقاليد دولة الإمارات العربية المتحدة. وتشمل الأدوات اليدوية التقليدية، والأدوات المنزلية، ونماذج المنازل التقليدية، والأدوات التي استخدمها السكان الأوائل في الفجيرة. قرية التراث محاطة بسور مرتفع مع أبراج مراقبة مستديرة.